# Јан ван Ајк
Јан ван Ајк (хол. Jan van Eyck; 1390 — 1441) важи за најславнијег представника раног низоземског сликарства. Био је предводник нове епохе ренесансне уметности у земљама северно од Алпа. Цењен је због своје бриљантне технике и смисла за реализам. Неколико сачуваних записа из његовог раног живота указује да је он рођен у око 1380–1390, највероватније у Масејку. Он се запослио у Хагу око 1422, кад је већ био сликарски мајстор са радионичким помоћницима, и био је запослен као сликар и собар код Јохана од Баварије, владара Холандије и Хајнаута. Он је исто тако био запослен у Лилу као дворски сликар код Филипа Доброг, грофа од Бургундије након Јоханове смрти 1425. године, док се није преселио у Бриж 1429. године где је живео до краја свог живота. Филип га је веома поштовао и он је извршио бројне дипломатске мисије у иностранству, укључујући Лисабон 1428. ради истраживања могућности брачног уговора између грофа и Изабеле од Португалије.
Око 20 преживелих слика се са поуздањем приписује њему, као и Гентски олтар и илуминирани рукописи Туринско-Миланског часослова, од којих су сви датирани на период између 1432 и 1439. Десет је датирано и потписано са варијацијама његовог мота  (Као што ја (Ајк) могу), игра речи његовог имена, која је типично насликана грчким словима.
Ван Ајк је сликао секуларне и религиозне теме, укључујући олтарске слике, религијске личности са једним панелом и наручене портрете. Његов рад обухвата појединачне панеле, диптихе, триптихе, и полиптихне панеле. Њега је плаћао Филип, који је настојао да сликар буде финансијски осигуран и да има уметничку слободу тако да може да слика „шта год жели”. Ван Ајков рад потиче из међународног готског стила, али убрзо га је засенио, делом кроз већи нагласак на натурализму и реализму. Он је постигао нови ниво виртуозности кроз развој у употребу уљаних боја. Он је био веома утицајан, и његове технике и стил су усвојили и оплеменили рани холандски сликари.

## Биографија
Јан ван Ајк је рођен 1390. у Масејку, месту 25 km северно од Мастрихта. Тачан датум је непознат. Мало се зна о његовом раном животу. Први документи који говоре о његовом раду потичу из 1422-1424: ради у Хагу, на двору Јохана Баварског, војводе Холандије. После смрти војводе, јануара 1425, прикључује се свом брату Хуберту у Фландрији. Хуберт ван Ајк је такође био сликар.
Улази у службу код Филипа Лепог, војводе Бургундије, као сликар и лични секретар. У јесен 1428, одлази у име свог господара, да оцени „истинитост лика и карактера“ принцезе Изабеле Лепе, кћери краља Жоаоа I.
Трајно се настањује у Брижу, где купује кућу 1432. Жени се и добија дете. Јан ван Ајк је умро 1441. у Брижу, где је и сахрањен у Цркви св. Донатијана.

### Дворски сликар
Ван Ајк је служио као званичник код Јохана од Баварије, владара Холандије, Хајнаута и Зеланда. До тог времена је био оформио малу радионицу и учествовао је у редекорацији Биненхоф палате у Хагу. Након Јоханове смрти 1425. године се преселио у Бриж и дошао је до пажње Филипа III од Бургундије c. 1425. Његово појављивање као колекционарског сликара генерално следи његово именовање на Филиповом двору, и од тог времена његова активност на двору је релативно добро документована. Служио је као дворски уметник и дипломата, и био је виши члан Турнског сликарског цеха. Дана 18. октобра 1427, благдан св. Луке, он је путовао у Турне да би присуствовао банкету у његову част, коме су такође присуствовали Робер Кампен и Рохир ван дер Вејден.

## Значај сликарства Јана ван Ајка
- Један од предводника Ренесансе
- Оснивач низоземске школе сликарства
- Представа простора у перспективи
- Уметник је посматрач реалног света
- Потпуно одсуство утицаја античких узора (за разлику од уметности у Италији тог времена)
- Његово сликарство карактеришу блиставе боје са изузетним контрастима светло-тамно (тзв. кјароскуро Chiarosuro)
- Заједно са Рохир ван дер Вејденом, развио реализам у сликарству
  - верно сликање природе и човека
  - наглашавање људске индивидуалности
  - детаљно сликање пејзажа

Сликарство Јан ван Ајка, Робер Кампена и Рохир ван дер Вејдена, пуно детаља из реалног живота, означава почетак нове епохе сликарства. Иако се најчешће ради о религиозним темама у којима треба приказати концепт натприродне светости, њихове представе уносе духовност у призоре блиске свакодневном животу.

### Техника уљаног сликарства
Са Ван Ајком у техници сликарства почиње својеврсна револуција. Поред традиционалне темпере и фреско технике, првенствено је користио уљане боје. Ђорђо Вазари је у Ван Ајку видео проналазача уљане технике, међутим она је била позната и раније. Јан ван Ајк је био први сликар који је користио сикатив и разређиваче.
Технологија:
- Стабилни пигменти боје се растворе у биљном уљу
- Подлога за сликање: платно, дрво или картон
- Прво се на подлогу нанесе основа (везиво од гипса и скроба)
- Полагано и детаљно сликање је могуће само са бојама које се споро суше
- Користе се четке од свињске длаке, а за финије детаље од сточне
- Одговарајуће разређивање боја се постиже мешањем са ланеним уљем или терпентином

## Дела
Јан ван Ајк је првенствено био сликар религиозних композиција и портрета.
Његово најпознатије дело је монументални „Гентски олтар“. На њему је насликан први приказ наге људске фигуре у северној Европи после античког доба.
Дела Ван Ајка пре 1426. (када је умро Хуберт) не могу му се са сигурношћу приписати. Гентски олтар (или Мистично јагње) почео је да слика Хуберт, а довршио Јан, и не зна се које је делове насликао који од браће.

### Избор важнијих дела
- Гентски олтар, око 1425-1435, Катедрала св. Бавон, Гент
- Мадона у цркви, око 1426, Галерија слика, Берлин
- Кардинал Николо Албергати, око 1432, Уметничко-историјски музеј, Беч
- Портрет младића (Тимотеј), 1432, Национална галерија, Лондон
- Ђовани Арнолфини са супругом Ђованом Ченами (или Супружници Арнолфини), 1434, Национална галерија, Лондон
- Мадона канцелара Ролена, око 1435, Лувр, Париз
- Благовести, око 1435, Музеј Тисен-Борнемица, Мадрид
- „Лука“ Мадона, око 1435, Уметнички институт, Франкфурт
- Портрет Бодуена де Ланоја, око 1436-1438, Државни музеј, Берлин
- Портрет Јан де Лева, 1436, Уметничко-историјски музеј, Беч
- Мадона каноника Ван дер Пелеа, 1436, Музеј лепих уметности, Бриж
- Маргарета ван Ајк, 1439, Музеј лепих уметности, Бриж

## Галерија
- Гентски олтар (детаљ), Св. Бавон, Гент
- Гентски олтар (детаљ пејзажа), Св. Бавон, Гент
- Гентски олтар (лик Еве), Св. Бавон, Гент
- Распети Христ, Галерија слика, Берлин
- Мадона канцелара Ролена, Лувр, Париз
- Маргарета ван Ајк, Музеј лепих уметности Бриж
- Портрет Јана де Лева, Уметничко-историјски музеј, Беч